# Квон Юн Джун
Квон Юн Джун (кор. 권영준, нар. 29 березня 1987) — південнокорейський фехтувальник на шпагах, бронзовий призер Олімпійських ігор 2020 року.

## Виступи на Олімпіадах
| Олімпіада  | Дисципліна          | Місце |
| ---------- | ------------------- | ----- |
| Токіо 2020 | індивідуальна шпага | 27    |
| Токіо 2020 | командна шпага      | 3     |